# Live at Shea Stadium
Live at Shea Stadium – zapis koncertu zespołu The Clash, który odbył się 13 października 1982 w Shea Stadium w Nowym Jorku. Album został wydany 6 października 2008 przez wytwórnię Epic Records.

## Utwory
1. „Kosmo Vinyl Introduction” – 1:10
2. „London Calling” (Strummer/Jones) – 3:29
3. „Police On My Back” (Grant) – 3:28
4. „The Guns of Brixton” (Simonon) – 4:07
5. „Tommy Gun” (Strummer/Jones) – 3:19
6. „The Magnificent Seven” (The Clash) – 2:33
7. „Armagideon Time” (Willi Williams/Mittoo) – 2:55
8. „The Magnificent Seven (Return)” (The Clash) – 2:23
9. „Rock the Casbah” (The Clash) – 3:21
10. „Train in Vain” (Strummer/Jones) – 3:45
11. „Career Opportunities” (Strummer/Jones) – 2:05
12. „Spanish Bombs” (Strummer/Jones) – 3:18
13. „Clampdown” (Strummer/Jones) – 4:26
14. „English Civil War” (trad./Strummer/Jones) – 2:39
15. „Should I Stay or Should I Go” (The Clash) – 2:44
16. „I Fought the Law” (Sonny Curtis) – 3:22

## Skład
- Joe Strummer – wokal, gitara, gitara basowa („Guns Of Brixton”)
- Mick Jones – wokal, gitara
- Paul Simonon – gitara basowa, wokal („Guns Of Brixton”), gitara („Guns Of Brixton”)
- Terry Chimes – perkusja